# مارک دانکس
مارک دانکس (انگلیسی: Mark Danks؛ زادهٔ ۸ فوریهٔ ۱۹۸۴) بازیکن فوتبال اهل بریتانیا است.
از باشگاه‌هایی که در آن بازی کرده‌است می‌توان به باشگاه فوتبال سایرون‌سستر تاون، باشگاه فوتبال ولورهمپتون واندررز، باشگاه فوتبال ردیچ یونایتد، باشگاه فوتبال تلفورد یونایتد، باشگاه فوتبال ووستر سیتی، باشگاه فوتبال کترینگ تاون، باشگاه فوتبال استافورد رانجرز، باشگاه فوتبال نورتویچ ویکتوریا، باشگاه فوتبال فارست گرین راورز، و باشگاه فوتبال برادفورد سیتی اشاره کرد.